# جوائز صناع الترفيه
جوائز صناع الترفيه أو جوي أوارد (بالإنجليزية: Joy Awards)، هي احتفالية بالبهجة والترفيه، تسلط الضوء على نجوم الموسيقى السينما والرياضيين والشخصيات البارزة. جوائز "صنّاع الترفيه" هو تكريم للنجوم من خلال مواهبهم وإنجازاتهم.
في يناير من كل عام، تستضيف الرياض مجموعة كبيرة من الشخصيات البارزة والنجوم في مكان واحد، في احتفالية توزيع جوائز "صناع الترفيه" ، وذلك تحت مظلة "موسم الرياض".
من السجادة الخزامية إلى العروض المتنوعة، يتم تقديم الحفل ضمن أجواء بفضل فريق محترف تتميز جوائز "صنّاع الترفيه" بأنها تمنح الجمهور فرصة ترشيح نجومهم المفضلين ومن ثم التصويت لهم عبر تطبيق Joy Awards واختيارهم من بين مجموعة من المرشّحين عن فئات السينما والموسيقى والمؤثّرين الاجتماعيين والرياضة والمسلسلات الدرامية.

## فئات جوائز "صنّاع الترفيه"[5]
- شخصية العام | تكريم لشخصية متميزة تركت إنجازاتها وإسهاماتها أثراً كبيراً وايجابياً على مدار العام.
- الإنجاز مدى الحياة | تكريم لأفراد استثنائيين اعترافاً بإنجازاتهم مدى الحياة وتقديراً لمساهماتهم الاستثنائية وتأثيرهم الدائم في صناعة الترفيه.
- صناع الترفيه الفخرية |تكريم متميز يحتفي بالأفراد الاستثنائيين وتأثيرهم الدائم في صناعة الترفيه عربياً وعالمياً.
- صناع الترفيه الماسية | تكريم مرموق يحتفي بالتميز والابتكار بين نخبة المحترفين في صناعة الترفيه.
- الفائزون | جوائز تمنحُ للفائزين عبر تصويت الجمهور من بين مجموعة من المرشّحين عن فئات السينما، والمسلسلات الدرامية، والموسيقى، والمؤثّرين الاجتماعيين، والرياضة.

## أعوام حفل توزيع جوائز صناع الترفيه[6]

### حفل توزيع جوائز صناع الترفيه نسخة 2022[7][8][9]
أقيم حفل جوائز "صناع الترفيه" للعام 2022 في 27 يناير في الرياض كجزء من موسم الرياض, حيث استقبل مسرح بكر الشدي مئات النجوم العرب والعالميين. تميزت الأمسية بتكريم المواهب في مجالات السينما والتلفزيون والموسيقى والرياضة وغيرها مع عروض حية رائعة قدمها نجوم العالم العربي مثل محمد عبدو وكاظم الساهر وأحلام وغيرهم. حصل جون ترافولتا على جائزة الانجاز مدى الحياة وتم منح سلمان خان جائزة "شخصية العام".

### حفل توزيع جوائز صناع الترفيه نسخة 2023[10][11]
أقيم حفل توزيع جوائز صناع الترفيه لعام 2023 في 21 يناير في مسرح بكر الشدي في الرياض كجزء من "موسم الرياض" شهد الحفل حضور نجوم عالميين وايقليمين, وتم تكريم إنجازات في مجالات الترفيه المختلفة من السينما والتلفزيون الى الموسيقى والرياضة والمحتوى الرقمي. تميز الحفل بعروض حية مذهلة من فنانين مثل مغني الراب العالمي ريما, نانسي عجرم , محمد منير, وراشد الماجد كما تم تسليط الضوء على شخصيات بارزة منها صوفيا فيرغارا التي حصلت على جائزة "شخصية العام" وتم تكريم أيقونات عالمية مثل أميتاب باتشان ومايكل باي عن انجازاتهما مدى الحياة والعديد من نجوم العالم العربي مما جعل الحفل ليلة مليئة بالأناقة والترفيه العالمي.

### حفل توزيع جوائز صناع الترفيه نسخة 2024[12][13][14]
استضافت الرياض في 20 يناير حفل توزيع جوائز صناع الترفيه للعام 2024 وتميز هذا الحدث المنتظر بحضور مئات النجوم العرب والعالميين حيث تم تكريم أيقونات عالمية مثل سير انتوني وهوبكنز وكيفين كوستر بجوائز الإنجاز مدى الحياة وتم منح ايفا لونغروريا جائزة "شخصية العام" بينما حصل ايلي صعب على جائزة صناع الترفيهية الفخرية والفازين في مختلف الفئات قدم الحفل عروضا عالمية المستوى من غلوريا جاينور نجاة الصغيرة عمرو دياب بيبي ريكسا وعبدالمجيد عبدالله وغيرهم مما جعلها احتفالا ساحرا بالمواهب من جميع انحاء العالم.

## الفائزون والمكرمون

### الفائزون في عام 2022
| نوع الجائزة                          | اسم الفائز        |
| ------------------------------------ | ----------------- |
| جازة صناع الترفيه الفخرية - 2022     | شريف عرفه         |
| جائزة البرنامج الأكثر مشاهدة على MBC | رامز جلال         |
| جائزة الإنجاز مدى الحياة - 2022      | جون ترافولتا      |
| جائزة شخصية العام - 2022             | سلمان خان         |
| جائزة صناع الترفيه الفخرية - 2022    | عبدالمجيد عبدالله |
| جائزة صناع الترفيه الفخرية - 2022    | سمير غانم         |
| جائزة صناع الترفيه الفخرية - 2022    | دلال عبدالعزيز    |

### الفائزون في عام 2023
| نوع الجائزة                       | اسم الفائز      |
| --------------------------------- | --------------- |
| جائزة صناع الترفيه الفخرية - 2023 | أحمد حلمي       |
| جائزة صناع الترفيه الفخرية - 2023 | منى زكي         |
| جائزة صناع الترفيه الفخرية - 2023 | سالم الهندي     |
| جائزة صناع الترفيه الفخرية - 2023 | ميل جيبسون      |
| جائزة صناع الترفيه الفخرية - 2023 | إستر اسيبو      |
| جائزة صناع الترفيه الفخرية - 2023 | راشد الماجد     |
| جائزة صناع الترفيه الفخرية - 2023 | محمد منير       |
| جائزة صناع الترفيه الفخرية - 2023 | سعاد العبدالله  |
| جائزة صناع الترفيه الفخرية - 2023 | حياة الفهد      |
| جائزة صناع الترفيه الفخرية - 2023 | أنغام           |
| جائزة صناع الترفيه الفخرية - 2023 | نوال            |
| جائزة الإنجاز مدى الحياة - 2023   | مايكل باي       |
| جائزة الإنجاز مدى الحياة - 2023   | أميتاب باتشان   |
| جائزة صناع الترفيه الماسية - 2023 | وليد ال ابراهيم |
| جائزة شخصية العام - 2023          | صوفيا فرغارا    |

### المكرمون في عام 2024
| نوع الجائزة                       | اسم الفائز                                          |
| --------------------------------- | --------------------------------------------------- |
| جائزة صناع الترفيه الفخرية - 2024 | مارتن لورنس                                         |
| جائزة صناع الترفيه الفخرية - 2024 | زاك سنايدر                                          |
| جائزة صناع الترفيه الفخرية - 2024 | لانغ لانغ                                           |
| جائزة صناع الترفيه الفخرية - 2024 | آليا بهات                                           |
| جائزة صناع الترفيه الفخرية - 2024 | نجوى كرم                                            |
| جائزة صناع الترفيه الفخرية - 2024 | فريق عمل ونجوم مسلسل "تحت الوصايا" من بطولة منى زكي |
| جائزة صناع الترفيه الفخرية - 2024 | محمد المنصور                                        |
| جائزة صناع الترفيه الفخرية - 2024 | وليد فايد                                           |
| جائزة صناع الترفيه الفخرية - 2024 | محمد عبدالمتعال                                     |
| جائزة صناع الترفيه الفخرية - 2024 | فضل زهر الدين                                       |
| جائزة صناع الترفيه الفخرية - 2024 | زكي حسنين                                           |
| جائزة الإنجاز مدى الحياة - 2024   | سير انتوني هوبكنز                                   |
| جائزة الإنجاز مدى الحياة - 2024   | كيفن كوستنر                                         |
| جائزة الإنجاز مدى الحياة - 2024   | كوينزي جونز                                         |
| جائزة الإنجاز مدى الحياة - 2024   | نجاة الصغيرة                                        |
| جائزة الإنجاز مدى الحياة - 2024   | علي المدفع                                          |
| جائزة الإنجاز مدى الحياة - 2024   | رابح صقر                                            |
| جائزة الإنجاز مدى الحياة - 2024   | منى واصف                                            |
| جائزة الإنجاز مدى الحياة - 2024   | اسعاد يونس                                          |
| جائزة صناع الترفيه الماسية - 2024 | ايلي صعب                                            |
| جائزة شخصية العام - 2024          | ايفا لونغوريا                                       |
| زعيم الفن العربي - 2024           | عادل امام                                           |

### الفائزون في عام 2025
| نوع الجائزة                       | اسم الفائز                                |
| --------------------------------- | ----------------------------------------- |
| جائزة صناع الترفيه الفخرية - 2025 | محمد الطويان                              |
| جائزة صناع الترفيه الفخرية - 2025 | غانم السليطي                              |
| جائزة صناع الترفيه الفخرية - 2025 | عبدالرحمن العقل                           |
| جائزة صناع الترفيه الفخرية - 2025 | سعد خضر                                   |
| جائزة صناع الترفيه الفخرية - 2025 | ابراهيم الصلال                            |
| جائزة صناع الترفيه الفخرية - 2025 | عبدالرحمن الخطيب                          |
| جائزة صناع الترفيه الفخرية - 2025 | مريم الصالح                               |
| جائزة صناع الترفيه الفخرية - 2025 | علي ابراهيم                               |
| جائزة صناع الترفيه الفخرية - 2025 | زهير مراد                                 |
| جائزة صناع الترفيه الفخرية - 2025 | محمد عبدالعزيز                            |
| جائزة صناع الترفيه الفخرية - 2025 | هاي ريتشي                                 |
| جائزة صناع الترفيه الفخرية - 2025 | ريفيك روشان                               |
| جائزة الإنجاز مدى الحياة - 2025   | عبدالله المحيسن                           |
| جائزة الإنجاز مدى الحياة - 2025   | ياسر العظمة                               |
| جائزة الإنجاز مدى الحياة - 2025   | عبدالله الرويشد                           |
| جائزة الإنجاز مدى الحياة - 2025   | جان كي يون                                |
| جائزة الإنجاز مدى الحياة - 2025   | هانز زيمر                                 |
| جائزة الإنجاز مدى الحياة - 2025   | مورغان فريمار                             |
| جائزة الإنجاز مدى الحياة - 2025   | أندريا بوتشيلي                            |
| جائزة صناع الترفيه الماسية - 2025 | صاحب السمو الملكي الأمير بدر بن عبدالمحسن |
| جائزة شخصية العام - 2025          | ماثيو ماكونهي                             |

## الاحتفالات
- حفل توزيع جوائز صناع الترفيه 2022
- حفل توزيع جوائز صناع الترفيه 2023
- حفل توزيع جوائز صناع الترفيه 2024
- حفل توزيع جوائز صناع الترفيه 2025

## وصلات خارجية
- الموقع الرسمي